# Sam Ryder
Sam Ryder Robinson (Maldon, 25 giugno 1989) è un cantante e chitarrista britannico.
Ha rappresentato il Regno Unito all'Eurovision Song Contest 2022 con il brano Space Man.

## Biografia
Influenzato già nell'infanzia da artisti come David Bowie ed Elton John, Sam Ryder ha iniziato a lavorare nell'industria musicale come cantante e chitarrista nel 2009, lavorando come turnista per i gruppi The Morning After, Blessed by a Broken Heart e Close Your Eyes. È salito alla ribalta grazie a TikTok, dove, a partire dal primo lockdown per la pandemia di COVID-19 a marzo 2020, ha iniziato a postare sue cover. Entro la fine dello stesso anno, è diventato l'artista più seguito sulla piattaforma: di qui un contratto con l'etichetta discografica Parlophone e con l'agenzia di management TaP Music.
Il 10 marzo 2022 è stato annunciato che l'emittente radiotelevisiva pubblica BBC ha selezionato internamente Sam Ryder come rappresentante britannico all'Eurovision Song Contest 2022 con l'inedito Space Man. Il successivo 14 maggio il cantante si è esibito nella finale del concorso, dove si è piazzato al 2º posto su 25 partecipanti con 466 punti totalizzati, vincendo il voto della giuria e guadagnando il 5º posto nel televoto rispettivamente con 283 e 183 punti. Si tratta del miglior risultato del Regno Unito nella manifestazione europea dal 1998.
Durante il Gran Premio di Gran Bretagna dello stesso anno, a luglio, è l'artista chiamato a suonare l'inno nazionale God Save the Queen prima dell'inizio della corsa.
Nel dicembre 2022 Ryder ha pubblicato il suo album d'esordio There's Nothing but Space, Man!, che ha esordito in vetta alla Official Albums Chart. Nello stesso mese gli è stata affidata la conduzione dello speciale televisivo Sam Ryder's All Star New Years Eve Spectacular, spettacolo della notte di San Silvestro della rete BBC One.

## Vita privata
Sam Ryder è vegano. Ha una relazione con Lois Gaskin-Barber, imprenditrice e orefice britannica con cui ha aperto un locale.

## Discografia

### Album
- 2022 – There's Nothing but Space, Man!
- 2025 - Heartland

### EP
- 2021 – The Sun's Gonna Rise

### Singoli
- 2019 – Set You Free
- 2021 – Whirlwind
- 2021 – Tiny Riot
- 2021 – July
- 2021 – More
- 2021 – The Sun's Gonna Rise
- 2022 – Space Man
- 2022 – Somebody
- 2022 – Living Withou You
- 2022 – All the Way Over
- 2025 – Oh Ok

## Televisione
- Sam Ryder’s All Star New Years Eve Spectacular (2022) – Conduttore